# Atlabara Football Club
Maillots
L'Atlabara Football Club (en arabe : نادي أطلع برة لكرة القدم), plus couramment abrégé en Atlabara FC, est un club sud-soudanais de football fondé en 1960 et basé à Atlabara, quartier de Djouba, la capitale du pays.
Il joue au sein du Championnat du Soudan du Sud.

## Histoire
En 2013, 2015 et 2019, le club remporte le championnat.

## Palmarès
| Compétitions nationales |
| --- |
| - Championnat du Soudan du Sud (3) : - Champion : 2013, 2015 et 2019. - Coupe du Soudan du Sud (2) : - Vainqueur : 2015 et 2021 |